# 瑞高鋼琴
瑞高鋼琴（Giuoco Piano），詞源來自意大利語的「安静棋局」，是國際象棋開局義大利開局的一種，走法為：1.e4 e5 2.Nf3 Nc6 3.Bc4 Bc5